# Nanômét
Một nanômét (viết tắt là nm) là một đơn vị bằng 1.10−9 m.
Trong hệ đo lường quốc tế, nanômét là đơn vị đo được suy ra từ đơn vị cơ bản mét theo định nghĩa trên.
Chữ nanô (hoặc trong viết tắt là n) viết liền trước các đơn vị trong hệ đo lường quốc tế để chỉ rằng đơn vị này được chia 1 000 000 000 (1 tỉ) lần.